# ラグビー・ロヴィーゴ・デルタ
ラグビー・ロヴィーゴ・デルタ（伊: Rugby Rovigo Delta）は、イタリアのヴェネト州ロヴィーゴに本拠地を置くラグビーユニオンクラブである。スタジアムはスタディオ・マリオ・バッタリーニ。

## 概要
1935年創設。2020-21シーズンまでにスクデット（イタリア国内リーグ）を13回獲得している。
イタリアを代表するラグビーチームの1つで、ペトラルカと共に、下位リーグへの降格を経験したことがない。1部リーグの在籍シーズン数では単独1位。

## 歴史
1935年、ラグビー・ロヴィーゴとして創設。1940-41シーズンに国内リーグに参戦すると、すぐに強豪チームとなり1950-51シーズンからリーグ4連覇を達成。
2010年にラグビー・ロヴィーゴ・デルタにチーム名変更。2015-16シーズン、新しいチーム名では初となるリーグ制覇（通算12回目）。2019-20シーズンにはコッパ・イタリアを初制覇。
2021年、南アフリカ代表、神戸製鋼コベルコスティーラーズ、キヤノンイーグルスなどでも監督を務めたアリスター・クッツェーが監督に就任。

## タイトル
- 2022年8月現在[3]

### 国内タイトル
- スクデット（リーグ戦）
  - 優勝 13回（1951, 1952, 1953, 1954, 1962, 1963, 1964, 1976, 1979, 1988, 1990, 2016, 2021）
- コッパ・イタリア（カップ戦）
  - 優勝 1回（2020）

## 歴代所属選手
- フアン・パブロ・オルランディ(Juan Pablo Orlandi)
- イリア・ゼドギニゼ(Ilia Zedginidze)
- AJ・フェンター(Albertus Johannes Venter)
- ニコラ・クアーリオ(Nicola Quaglio)
- レオナルド・サルト(Leonardo Sarto)
- ラウタロ・バサン・ベレス(Lautaro Bazán Vélez)
- ゲオルゲ・ガジオン(Gheorghe Gajion)